# Juan Peña (beisbolista)
Juan Francisco Peña (nacido el 27 de junio de 1977 en Santo Domingo) es un ex lanzador abridor dominicano que jugó en las Grandes Ligas de Béisbol durante un breve periodo para los Medias Rojas de Boston en la temporada de 1999.
Peña fue un lanzador joven y prometedor en la organización de los Medias Rojas, que lamentablemente tuvo que acortar su carrera en el béisbol después de sufrir una grave lesión. Registró un récord de 2-0 con una efectividad de 0.69 en dos aperturas, permitiendo una carrera, nueve hits y tres bases por bolas y ponchando a 15 en 13 entradas de trabajo.
En los entrenamientos de primavera antes de la temporada del 2000, Peña fue proyectado para el  quinto puesto en la rotación de abridores. Se Fue de 2-2 con una efectividad de 1.64 en 16 innings ⅔, pero fue golpeado en el codo por una línea y luego experimentó dolor en el codo durante un calentamiento. Un examen confirmó una rotura del ligamento lateral interno de su codo que requirió cirugía, lo que le hace perder la temporada. En 2002, Peña había trabajado para regresar a  Triple-A, se fue de 4-11 con una efectividad de 5.33, después de que los Medias Rojas lo dejaran libre. Pasó la temporada de 2003 en la organización de los Azulejos de Toronto, y luego pasó dos temporadas lanzando en las ligas independientes y en la Liga Mexicana antes de retirarse en 2005 a la edad de 28 años.